# Herstal
Herstal (valonsky Hesta) je frankofonní obec v Belgii.
Leží na řece Máze ve valonské provincii Lutych. Má 38 772 obyvatel a rozkládá se na ploše 23,54 km² (údaje z 1. července 2013).
1. ledna 1977 byly k Herstalu v rámci politiky slučování obcí v Belgii připojeny obce Milmort, Vottem (kromě několika ulic připojených k Lutychu) a část bývalé obce Liers (druhá část se stala součástí Juprelle). Obec Herstal sousedí s městem Lutych a je součástí jeho aglomerace, která čítá přibližně 600 000 obyvatel.

## Historie

### Počátky a období Merovejců a Karlovců
Blízkost řeky Mázy a dostatek surovin v této oblasti přitahovaly osadníky již od 5. tisíciletí př. n. l. Na konci období Římanů a na začátku období Merovejců se z osady stala pevnost, v té době známá jako Héristal. Řeku Mázu zde protínala důležitá cesta z Tongerenu do Cách a převoz cestujících přes řeku z Herstalu do Jupille pravděpodobně zajišťovala pramice.
V 7. století se v Herstalu narodil Pipin II. Prostřední, majordomus Austrasie, Neustrie a Burgundska za merovejského krále Theudericha III. Pipin Prostřední si pravděpodobně vybral Herstal jako hlavní sídlo vzhledem k blízkosti velkých měst jako Tongeren, Maastricht a Lutych. V Herstalu se narodil i jeho syn Karel Martel a pravděpodobně i jeho pravnuk Karel Veliký, který zde žil přinejmenším patnáct let. Karel Veliký později přesunul své sídlo do Cách, a tak skončilo období slávy Herstalu coby hlavního města říše.

### Od pozdního středověku po současnost
Herstal se stal součástí vévodství Dolní Lotrinsko, které bylo na konci 12. století připojeno k Brabantskému vévodství.
Navzdory blízkosti Lutychu se území Herstalu stalo součástí biskupství Lutych až roku 1740, kdy jej lutyšský kníže-biskup Georges-Louis de Berghes koupil od Fridricha II. Velikého. V té době byl Herstal známý svými řemeslníky – výrobci keramiky, kováři a hodináři.
V 19. století Herstal prožíval období rozvoje průmyslu uhlí a oceli. Světový věhlas mu přineslo založení zbrojovky Fabrique Nationale (FN) roku 1889. Působilo zde také několik výrobců motocyklů. 7. srpna 1914, na začátku první světové války, v Herstalu německá armáda popravila 27 civilních obyvatel a zničila 10 domů.

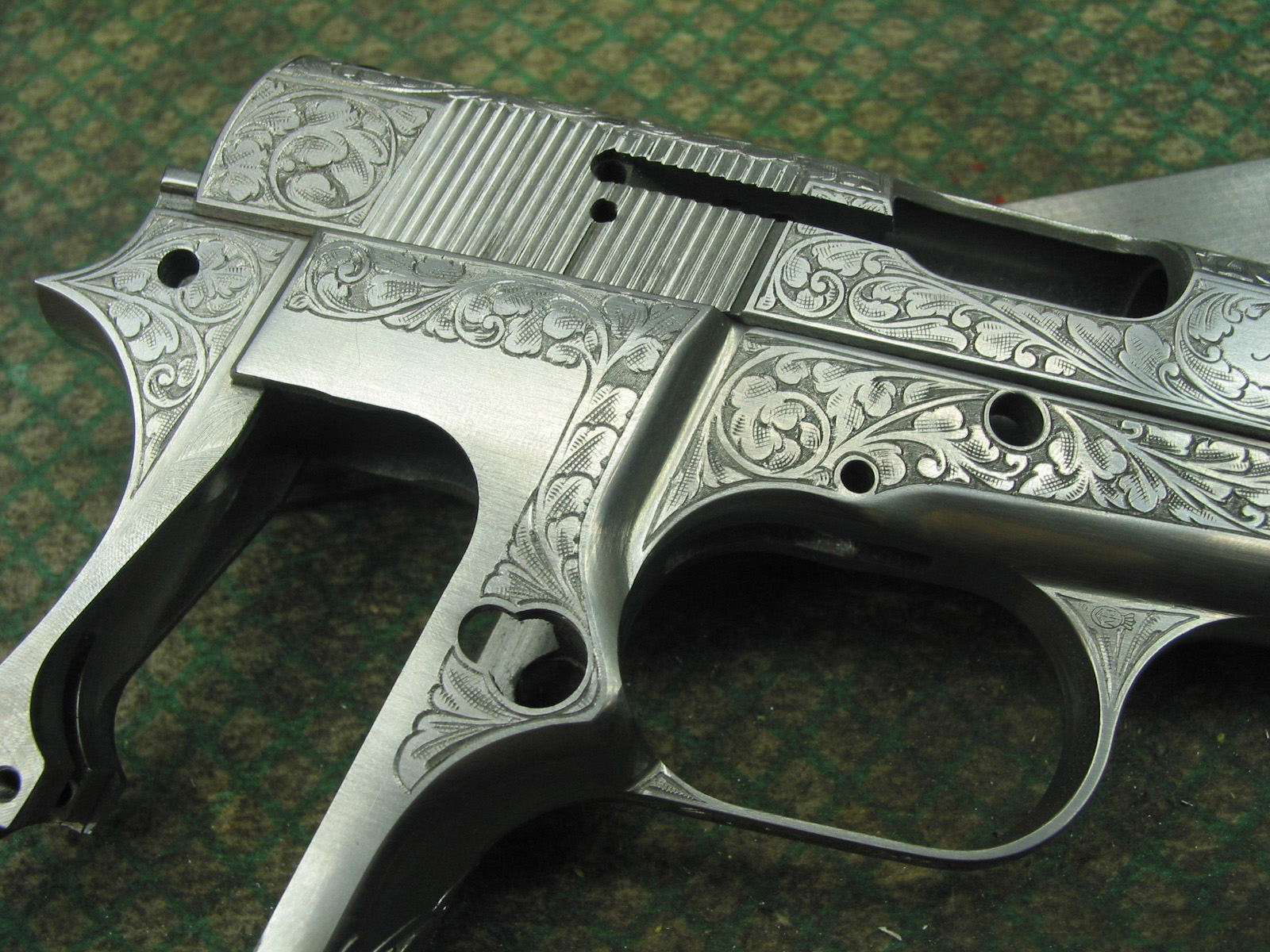
Pistole vyrobená ve zdejší Fabrique Nationale, zdobená uměleckou rytinou

Po druhé světové válce nastalo dlouhé období úpadku těžkého průmyslu, což vedlo k drastickému snížení počtu pracovních míst v těchto oblastech. Na jejím území působí 200 společností, např. Techspace, který vyrábí přesné součástky k raketám Ariane pro Evropskou kosmickou agenturu.

## Slavní obyvatelé
- Pipin II. Prostřední, franský majordomus (635 nebo 640 – 714)
- Karel Martel, franský majordomus (686 – 741)
- Karel Veliký, franský král a první středověký římský císař (742 nebo 747 – 814, narození v Herstalu je sporné)
- John Browning, americký konstruktér zbraní (1855 – 1926)

## Družba
- Castelmauro, Itálie
- Kilmarnock, Skotsko
- Alès, Francie